# Mōryō no Yurikago
Mōryō no Yurikago (魍魎の揺りかご, Mōryō no Yurikago ) es un manga seinen de Kei Sanbe , prepublicado en la revista Young Gangan y publicado entre agosto de 2010 y enero de 2013 por la editorial Square Enix en un formato de seis volúmenes encuadernados.
La trama gira en torno a un grupo de estudiantes atrapados en un barco volcado en alta mar, donde al mismo tiempo se enfrentan a un brote de zombi que asola la embarcación. Su objetivo será escapar con vida.

## Sinopsis
Durante un viaje de estudios por alta mar, sucede un accidente durante el trayecto, el crucero donde se encuentran los estudiantes volca repentinamente en alta mar y empieza a hundirse. Tras este desastre se encuentran también un brote de zombis que asola la embarcación repentinamente. Los estudiantes deberán encontrar una manera de escapar del barco que se hunde antes de que sea demasiado tarde. A través de las batallas y la exploración de la nave, el grupo comienza a descubrir la verdad detrás del horror que se ha desatado sobre ellos y el origen del brote de muertos vivientes que asola.

## Personajes
Yuya Takigawa (滝川 優矢 - Takigawa Yuya)
Principal protagonista de la trama, es un estudiante varón de personalidad seria. Su personalidad viene influenciada de los negocio que llevan sus padres. Tiene habilidades motoras sobresalientes y puede hablar ruso .
Makoto Madoka
(鮎川 真琴 - Madoka Makoto)
Una estudiante con un corazón bondadoso que está más preocupada por los demás que por ella misma. Pertenece al club de natación. Al principio, lo odiaba porque Takikawa había matado a su mejor amigo que fue atacado por un asesino. Sin embargo, mientras lo acompañaba, comenzó a comprender su verdadera personalidad y pensamientos, y su impresión cambió gradualmente. Al final, cuando rompió con Takikawa, confesó que le gustaba y sobrevivió a su salida de escape abierta.
Akira Kasuga
(春日 日明 - Kasuga Akira)
Estudiante de honor tipo estudiante masculino. Toma siempre decisiones racionales y prioriza evitar riesgos en la medida de lo posible. Tiene una excelente previsión, razonamiento y juicio situacional, y es bueno para prestar atención a los demás, pero Takikawa no pensaba tan bien. Eventualmente, su naturaleza y propósito despiadados se vuelven claros.
Kana Miyamura (Kana Miyamura)
Es una estudiante con una personalidad egoísta, deshonesta y emocionalmente inestable. Enloqueze al descubrir que esta infectada,debido a los efectos de la infección, poco a poco comienza a volverse feroz, mostrando crueldad y astucia.
Yume Suzuhara (鈴原 夢 - Suzuhara Yume)
Es una colegiala que padece de ceguera de nacimiento, no obstante se le han agudizado otros sentidos, especialmente la audición, puede identificar a una persona con solo escuchar sus pasos. 
Serizawa (芹沢 -Serizawa)
Un estudiante varón que es el lídera un que ejercen inicialmente de antagonistas en la trama. No dudan en tomar decisiones despiadadas para sobrevivir. Siempre lleva colgando del cuello un rosario metálico el cual calienta con un encendedor para marcar a sus compañeros, a fin de distinguir si están o no infectados.